# Finesse (chanson)
Pour les articles homonymes, voir Finesse.
Pistes de 24K Magic
Calling All My Lovelies
(7) Too Good to Say Goodbye
(9)
Finesse est une chanson écrite et enregistrée par l’auteur-compositeur-interprète américain Bruno Mars, issue de son troisième album studio, 24K Magic (2016). Composée par Mars, Philip Lawrence, Christopher Brody Brown, James Fauntleroy, Johnathan Yip, Ray Romulus, Jeremy Reeves et Ray McCullough II et produite par Shampoo Press & Curl et The Stereotypes, elle parvient à atteindre la 199e place des classements français au moment de sa sortie. Une nouvelle version du morceau, avec la participation de la rappeuse américaine Cardi B, paraît le 4 janvier 2018. selon les critiques, la chanson évoque le son de l'album Don't Be Cruel de Bobby Brown (1988), "Poison" de Bell Biv DeVoe (1990) et "Remember the Time" de Michael Jackson (1992)

## Généralités
Finesse est co-écrite par Bruno Mars, Philip Lawrence, Christopher Brody Brown, James Fauntleroy, Johnathan Yip, Ray Romulus, Jeremy Reeves et Ray McCullough II. Sa production est assurée par les trois premiers, sous leur nom d’équipe Shampoo Press & Curl, en plus des quatre derniers, appelés par leur nom de groupe The Stereotypes. Mars, Lawrence, Brown et Fauntleroy effectuent les chœurs en arrière-plan. L’enregistrement et la partie relative à l’ingénierie de la chanson sont pris en main par Charles Moniz, avec l’assistance spéciale de Jacob Dennis, au sein des studios Glenwood Place à Burbank, en Californie. Son mixage est réalisé par Serban Ghenea et John Hanes aux studios MixStar de Virginia Beach, tandis que Tom Coyne prend en charge son matriçage entre les murs des studios Sterling Sound à New York.

### Classements hebdomadaires
| Classement (2016-18)         | Meilleure position |
| ---------------------------- | ------------------ |
| Allemagne (Media Control AG) | 31                 |
| Espagne (PROMUSICAE)         | 47                 |
| France (SNEP)                | 13                 |

## Nouvelle version avec Cardi B
Singles de Bruno Mars
Chunky
(2017) Wake Up In the Sky
(2018)
Singles par Cardi B
Bartier Cardi
(2017)
Le 4 janvier 2018, une réédition de la chanson, en duo avec la rappeuse américaine Cardi B, est rendue disponible sur toutes les plateformes de téléchargement légal et de diffusion en ligne sous le label Atlantic Records. Elle fait office de quatrième single mondial et cinquième en Australie tiré de 24K Magic.

### Clip vidéo
Le vidéoclip du remix de Finesse, réalisé par Mars et Florent Dechard, est présenté en même temps que sa parution en single. Celui-ci rend hommage au générique de l’émission de télévision américaine de sketchs, In Living Color.

### Formats et éditions
- Téléchargement mondial numérique[4]

1. Finesse (Remix) [avec Cardi B] – 3:37

### Classements hebdomadaires
| Classement (2018)                       | Meilleure position |
| --------------------------------------- | ------------------ |
| Australie (ARIA)                        | 6                  |
| Autriche (Ö3 Austria Top 40)            | 30                 |
| Belgique (Flandre Ultratop 50 Singles)  | 8                  |
| Belgique (Wallonie Ultratop 50 Singles) | 8                  |
| Danemark (Tracklisten)                  | 14                 |
| Finlande (Suomen virallinen lista)      | 18                 |
| Italie (FIMI)                           | 62                 |
| Norvège (VG-lista)                      | 24                 |
| Nouvelle-Zélande (RMNZ)                 | 2                  |
| Pays-Bas (Nederlandse Top 40)           | 9                  |
| Suède (Sverigetopplistan)               | 14                 |
| Suisse (Schweizer Hitparade)            | 29                 |

## Historique de sortie
| Pays         | Date            | Format                                     | Version          | Label    |
| ------------ | --------------- | ------------------------------------------ | ---------------- | -------- |
| Monde entier | 4 janvier 2018  | Téléchargement légal et diffusion en ligne | Duo avec Cardi B | Atlantic |
| États-Unis   | 9 janvier 2018  | Diffusion radiophonique généraliste        | Duo avec Cardi B | Atlantic |
| États-Unis   | 16 janvier 2018 | Diffusion radiophonique urbaine            | Duo avec Cardi B | Atlantic |